# Menhir de la pointe d'Er-Limouzen
Le menhir de la pointe d'Er-Limouzen est un menhir situé à Quiberon, dans le Morbihan en France.

## Historique
Le menhir est classé au titre des monuments historiques par arrêté du 1er juin 1931.

## Description
Le menhir est constitué d'un bloc de granite de 2,60 m de hauteur pour une largeur de 1,20 m et une épaisseur de 0,50 m.